# Rebutia padcayensis
Rebutia padcayensis ist eine Pflanzenart in der Gattung Rebutia aus der Familie der Kakteengewächse (Cactaceae). Das Artepitheton padcayensis verweist auf das Vorkommen der Art bei Padcaya.

## Beschreibung
Rebutia padcayensis wächst oft sprossend mit niedergedrückten kugelförmigen, grünen bis graugrünen Körpern. Die Körper erreichen bei Durchmessern von 4 Zentimetern Wuchshöhen von bis zu 2,5 Zentimetern. Über die Wurzeln ist nichts bekannt. Die 14 bis 17 Rippen sind in deutlich erkennbare Höcker gegliedert. Die darauf befindlichen Areolen sind weißlich bis braun. Selten ist ein Mitteldornen vorhanden. Die 7 bis 15 Randdornen sind hellgelb mit einer braunen Spitze und vergrauen im Alter. Sie sind zwischen 3 und 20 Millimeter lang.
Die Blüten sind rot mit weißem Schlund, orange oder gelb, werden 3 bis 4,5 Zentimeter lang und besitzen ebensolche Durchmesser. Das Perikarpell und die Blütenröhre sind kahl und nur selten mit 1 bis 2 Borsten je Schuppenachsel bedeckt.

## Verbreitung, Systematik und Gefährdung
Rebutia padcayensis ist im Süden Boliviens im Departamento Tarija und im Norden Argentiniens in der Provinz Salta und Tucumán in Höhenlagen von 3000 bis 4400 Metern verbreitet.
Die Erstbeschreibung wurde 1970 von Walter Rausch veröffentlicht.
In der Roten Liste gefährdeter Arten der IUCN wird die Art als „Least Concern (LC)“, d. h. als nicht gefährdet geführt.

## Nachweise